# Joost
Joost — веб-сервис, который позволял просматривать разнообразные телевизионные каналы, передачи, шоу, фильмы, клипы и другое посредством Интернета. Пользователи могли составлять собственные плей-листы и каналы, а также, благодаря встроенному чату, общаться друг с другом, не отрываясь от просмотра. Программа распространялась бесплатно. Обанкротился. Продан.